# Nathan Adrian
Nathan Adrian (n. 7 decembrie 1988, Bremerton⁠(d), Washington, SUA) este un înotător ce a reprezentat Statele Unite ale Americii, medaliat olimpic. A participat la 3 ediții ale Jocurilor Olimpice (2008, 2012, 2016) în care a câștigat 6 medalii de aur și o medalie de argint.